# Харьковский губернский статистический комитет
Харьковский губернский статистический комитет — региональное подразделение Центрального статистического комитета Министерства внутренних дел Российской империи, осуществляющее сбор, обработку и публикацию статистических сведений по Харьковской губернии. Канцелярия комитета располагалась в городе Харькове на улице Чернышевского д. 3, позднее по адресу ул. Рыбная, д. 28.

## История
Харьковский губернский статистический комитет был учрежден 1 марта 1835 года на основании «Правил для Статистического Отделения при Совете Министерства Внутренних Дел и Статистических Комитетов в губерниях» утверждённых правительством 20 декабря 1834 года.
Ликвидирован Харьковский губернский статистический комитет на основании постановления Совнархоза Украины от 15 марта 1919 года.

## Структура и основные задачи
Председателем губернского статистического комитета был губернатор.
Действующим руководителем был секретарь комитета. Кроме того в губернии были члены-корреспонденты комитета, которыми в обязательном порядке являлись уездные предводители дворянства, а также лица, проявлявшие интерес к деятельности комитета, в том числе историки-краеведы. Заседания комитета созывались председателем два раза в месяц, делопроизводство вел один из членов комитета.
Основной обязанностью комитета являлся сбор статистических материалов для подготовки ежегодных отчетов губернатора. Основными источниками статистических сведений являлись уездные полицейские управления, волостные правления и приходское духовенство. Комитет также осуществлял сбор и обработку сведений о состоянии дворянских имений губернии.

## Выпускаемые издания
Начиная с 1850-х годов губернский статистический комитет издавал «Памятную книжку губернии» — справочник, который включал в себя поименные списки всех губернских и уездных чиновников, иерархов духовной консистории, сведения о работе почтовой службы, речных переправ, ярмарок, полицейских управлений и статистические ведомости о числе жителей губернии обоего пола по уездам и городам. Также комитет с 1873 года ежегодно издавал справочник «Харьковский календарь» и некоторые работы своих членов.
Периодически выпускались комитетом:
- Памятная книжка Харьковской губернии (издавались в 1862-1868 гг.)
- Харьковский календарь (издавались в 1869-1917 гг.)
- Харьковский сборник, литературно-научное приложение к Харьковскому календарю (издавались в 1887-1898 гг.)
- Харьковский народный календарь (издавались в 1909-1910 гг.)

## Секретари комитета
- Голяховский Яков Яковлевич, коллежский асессор